# Mowag Gepard
Der Mowag Gepard war der Prototyp eines Jagdpanzers des Schweizer Unternehmens Mowag.

## Geschichte und Entwicklung
Veranlasst durch das Entwicklungsprojekt Jagdpanzer-Kanone (auch Kanonenjagdpanzer genannt) der deutschen Bundeswehr wurden drei verschiedene Typen des Jagdpanzers der Hersteller Henschel, Hanomag und Mowag für eine Vergleichserprobung fertiggestellt. Die Bundeswehr entschied sich für das Produkt von Hanomag.
Der Mowag Gepard, der Anfang 1960 gebaut wurde, verfügt über eine AC-Schutzbelüftung und eine automatische Feuerwarn- und Löschanlage im Motorenraum.
Der einzige Prototyp steht heute im Schweizerischen Militärmuseum Full.